# 略迪约
略迪约（法語：Lieudieu，法語發音：[ljødjø]）是法国伊泽尔省的一个市镇，属于维埃纳区。

## 地理
略迪约（45°27'30"N, 5°10'53"E）面积5.94 平方千米，位于法国奥弗涅-罗讷-阿尔卑斯大区伊泽尔省，该省份为法国东南部内陆省份，北起顺时针与安省、萨瓦省、上阿尔卑斯省、德龙省、阿尔代什省、卢瓦尔省和罗讷省。
与略迪约接壤的市镇（或旧市镇、城区）包括：马克新城、沙托奈、圣让德布尔奈、波特德博讷沃。

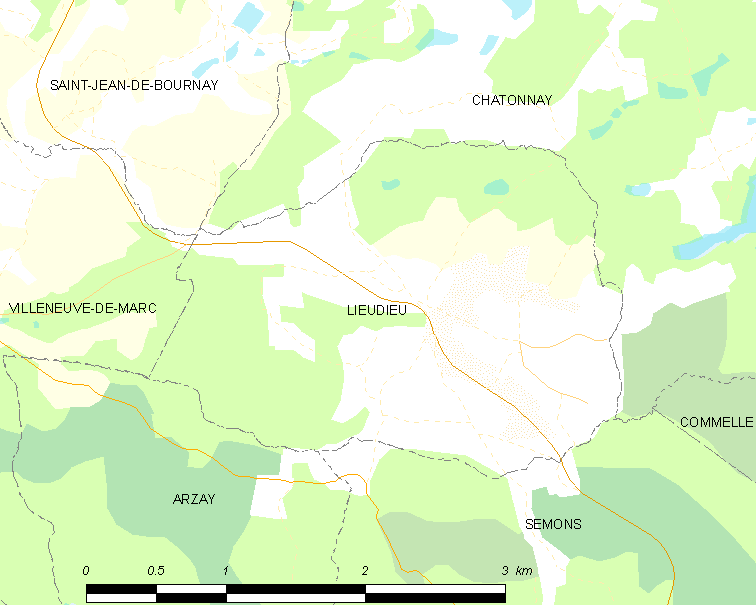
略迪约的OSM定位图

略迪约的时区为UTC+01:00、UTC+02:00（夏令时）。

## 行政
略迪约的邮政编码为38440，INSEE市镇编码为38211。

## 政治
略迪约所属的省级选区为比耶夫尔县。

## 人口

1962-2008年间略迪约人口变化图示

略迪约于2022年1月1日时的人口数量为347人。